# Alfred Austin
Alfred Austin (Headingley, 30 maggio 1835 – Ashford, 2 giugno 1913) è stato un poeta e giornalista inglese, dal 1896 alla sua morte poeta laureato del Regno Unito.
Fondatore del giornale conservatore National Review, ha scritto articoli per The Standard.